# 2 Phút Hơn
«2 Phút Hơn» (o «Hai Phút Hơn»; se traduce como «Más de dos minutos») es una canción de house vietnamita de 2020 de Pháo. Se hicieron varios remixes. Uno del DJ/productor KAIZ fue lanzado el 28 de noviembre de 2020 y ganó popularidad mundial, al convertirse en una de varias canciones vietnamitas que se hicieron populares en TikTok.
El remix de KAIZ llegó al top 10 viral global de Spotify y se convirtió en la pista más solicitada del mundo en Shazam en diciembre de 2020.

## Meme
El personaje Zero Two de la serie de anime japonés Darling in the Franxx se había convertido en tema popular para los memes de Internet. Un video publicado en 2018 mostraba a Zero Two haciendo un baile popular de balanceo de caderas asociado con la canción de 2014 «ME!ME!ME!» De TeddyLoid. En noviembre de 2020, un video del clip de baile de Zero Two incluido en el remix de KAIZ de «Hai Phút Hơn» se volvió viral, lo que dio lugar a un meme de Internet. El video también intercala Zero Two bailando con el personaje de Marija la violinista del juego Muse Dash, sentada y tocando el ritmo.
Una tendencia que comenzó en China se volvió en los usuarios de Douyin imitando el baile en la vida real. El usuario de Douyin, Cciinnn, usó la canción por primera vez en un video. Luego, el baile pasó a la versión internacional de Douyin, TikTok, con videos de Sava Schultz y Lauren Burch que se volvieron particularmente populares. El baile ha sido realizado por varios ídolos del K-pop, como Aespa.

## Otros remixes
En 2021, Pháo y KAIZ lanzaron un remix posterior de la canción bajo el nombre «2 Phút Hơn (Make It Hot)» con el rapero estadounidense Tyga.